# Platyceratops
Platyceratops tatarinovi is een plantenetende ornithischische dinosauriër, behorend tot de Ceratopia, die tijdens het late Krijt leefde in het gebied van het huidige Mongolië.
In 2003 benoemde en beschreef Wladimir Rudolfowitsj Alifanov de typesoort Platyceratops tatarinovi. De geslachtsnaam combineert het Oudgrieks πλατύς, platys, "plat" met een verwijzing naar de Ceratopia. Het "plat" wijst op de stompe snuit. De soortaanduiding eert Leonid Petrowitsj Tatarinow.
Het holotype, PIN 3142/4, is op de Chermeen Tsav I-vindplaats opgegraven in een laag van de Barun Goyot-formatie die dateert uit het late Campanien. Het bestaat uit een fragmentarische schedel met rechteronderkaak van een volwassen dier. Het was in 1990 door Sergei Michailowitsj Koerzanow als syntype aangewezen van het geslacht Breviceratops.
Volgens latere onderzoekers gaat het vermoedelijk om een oud individu van Bagaceratops die uit dezelfde vindplaats bekend is.
De schedel had een oorspronkelijke lengte van ongeveer dertig centimeter wat wijst op een lichaamslengte van een kleine anderhalve meter. De schedel is hoog, gedrongen en robuust met een vrij hoge neushoorn net voor de ogen. De onderscheidende kenmerken die Alifanov voor Platyceratops aangaf, kunnen grotendeels eenvoudig verklaard worden uit rijping, zoals de relatief kleinere ogen en bredere wandbeenderen.
Alifanov plaatste Platyceratops in de Bagaceratopidae.